# Sofia Stefan
Sofia Stefan (Padova, 12 maggio 1992) è una rugbista a 15 italiana, utility back del Valsugana; nata come mediano di mischia, gioca spesso a livello internazionale nei ruoli di tre quarti ala o talora centro.

## Biografia
Sofia Stefan, originaria di Padova ma cresciuta tra Vigodarzere e Camposampiero, dove compì gli studi superiori, giunse relativamente tardi al rugby, intorno ai 17 anni, con l'ingresso nel Valsugana.
Quasi subito si mise in luce a livello nazionale e nel 2011 debuttò nell'Italia femminile in occasione del trofeo internazionale FIRA di quell'anno.
Nel 2012 partecipò al campionato europeo in Italia classificandosi terza dopo Inghilterra e Francia e l'anno successivo fu selezionata per la rappresentativa nazionale a sette che prese parte al relativo torneo alle Universiadi di Kazan’ in cui l’Italia si aggiudicò l’argento, battuta 10-30 in finale dalla Russia.
Nell'estate 2013 si trasferì in Francia al Rennes, contestualmente intraprendendo presso l'università bretone gli studi in scienze motorie.
Tra le protagoniste della qualificazione alla Coppa del Mondo di rugby femminile 2017 dell'Italia, ottenuta con quattro vittorie, due ciascuna contro Galles e Scozia nei Sei Nazioni del 2015 e 2016 (una quinta, contro la Francia nel 2015, fu ininfluente ai fini della qualificazione), fece parte delle 28 atlete convocate per la manifestazione mondiale in Irlanda, benché nel ruolo di ala/centro.
Tornata al Valsugana nel 2018, rimase inattiva a livello di club per due stagioni a causa della sospensione dei campionati dovuta alla pandemia di COVID-19; tornata all'attività, si laureò due volte di seguito campionessa italiana con Valsugana e fu convocata alla Coppa del Mondo 2021 in Nuova Zelanda, tenutasi un anno più tardi per via delle emergenze sanitarie derivanti dalla citata pandemia.
La marcatura contro la Scozia nel corso del Sei Nazioni 2023 valse a Sofia Stefan il premio World Rugby per la miglior meta internazionale femminile dell'anno.
Nel 2024 si trasferì in Inghilterra al Sale Sharks e l'anno successivo in Francia al Tolone, oltre ad avere ricevuto la convocazione alla Coppa del Mondo 2025 in Inghilterra.

## Palmarès
- Campionati italiani: 1
Valsugana: 2021-22, 2022-23